# سن-فابیان-دو-پنه، کبک
سَن-فابیان-دو-پَنه (به فرانسوی: Saint-Fabien-de-Panet) قصبه ی در منطقه شهری مومانی منطقه شودییر-آپالاش در استان کبک کانادا است. در سرشماری سال ۲۰۱۱ این قصبه ۱٬۰۲۴ نفر جمعیت داشته‌است و مساحت آن ۱۸۵٫۳۱ کیلومتر مربع است.